# George Macartney
Lord George Macartney, född 14 maj 1737, död 31 maj 1806, var en brittisk diplomat och kolonialguvernör.
Han var 1764-1767 utomordentligt sändebud i Ryssland för avslutande av ett handelstraktat, blev 1768 medlem av underhuset och var 1769-1772 förste sekreterare för Irland. 1775-1780 var Macartney guvernör över Karibiska öarna i Västindien och 1781-1785 guvernör i Madras. 1775 blev han adlad till baron och 1792 till earl.

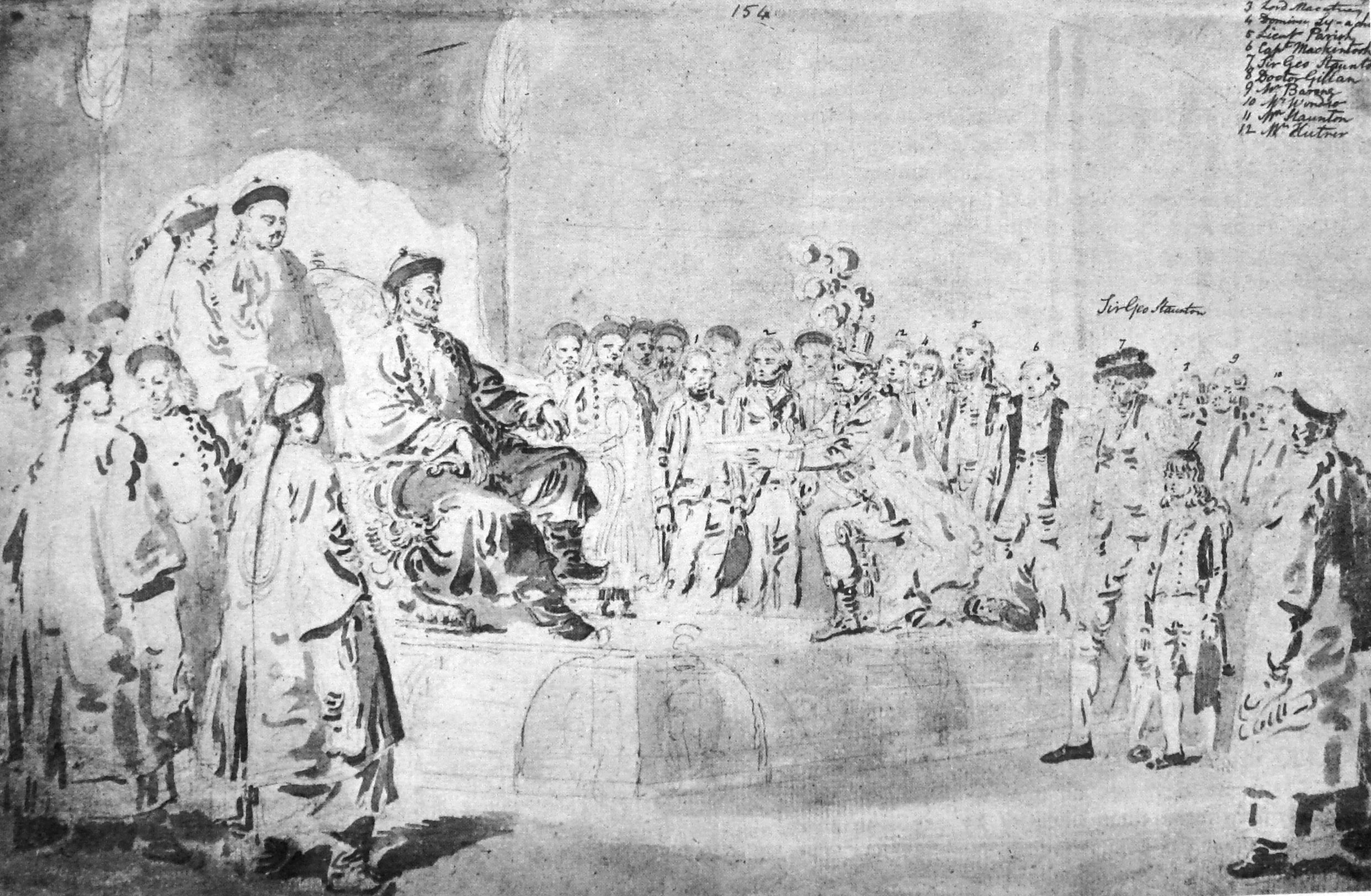
Qianlong-kejsaren tar emot Lord Macartney, iförd Bathordens kostym.

1792 utsåg Henry Dundas Macartney att leda den första brittiska beskickningen till Peking, där han försökte verka för ett lättande av de handelsrestriktioner som brittiska köpmän verkat under i Guangzhou sedan 1760. Macartneys vägran att enligt kinesisk sed utföra koutou vid en audiens hos Qianlong-kejsaren i september 1793 höll på att skapa en diplomatisk kris, men en kompromiss utarbetades och kejsaren gav till slut Macartney audiens i sitt sommarresidens i Jehol. Kejsaren var dock ovillig att ge efter för Macartneys krav och han återvände till England med oförrättat ärende.
Från december 1796 till november 1798 var han guvernör över den kort förut från holländarna erövrade Kapkolonin. Macartney upphöjdes 1776 till irländsk baron och 1792 till irländsk earl. Hans skildringar av sina resor till Ryssland och Kina är tryckta i sir John Barrows Life and writings of lord Macartney (två band, 1807).